# Walter Vaughan (MP)
Walter Vaughan (falecido em 1598), de Golden Grove, Carmarthenshire, foi membro do parlamento por Carmarthenshire em 1572 e 1593, e prefeito de Carmarthen em 1574, 1580 e 1597.